# Eupithecia undata
Eupithecia undata is een vlinder uit de familie spanners (Geometridae). De wetenschappelijke naam is voor het eerst geldig gepubliceerd in 1840 door  Freyer.
De soort komt voor in Europa.